# Louis René-Bazin
Pour les articles homonymes, voir Bazin.
Louis René-Bazin, né le 28 mars 1892 à Angers et mort le 24 juin 1973 à Clichy, est un journaliste, traducteur et romancier français, auteur de nombreux romans de littérature populaire. Il a également signé des œuvres sous le pseudonyme de Michel Bavasco.

## Biographie
Fils de l’écrivain René Bazin, il est journaliste pendant une quarantaine d’années. Il naît sous le nom de Louis Bazin, mais fait ensuite modifier son état-civil, par décret du 2 février 1920, pour accoler le prénom de son père à son nom de famille, devenant ainsi Louis René-Bazin.
À partir de 1930, il signe plusieurs romans populaires (roman d'amour, roman policier, science-fiction) pour diverses collections. À la vitesse de la lumière (1955) est un roman de science-fiction, mâtiné de roman d'amour, où un professeur est enlevé de son plein gré par des extra-terrestres et transporté sur une planète paradisiaque où il tombe amoureux.
Louis René-Bazin a également traduit des romans policiers pour la librairie des Champs-Élysées et, sous le pseudonyme de Michel Bavasco, fait paraître chez le même éditeur un roman d’espionnage et deux romans policiers écrits en collaboration avec René Vaschalde.

## Œuvre

### Romans signés Louis René-Bazin
- Barrage 5, Paris, Maison de la bonne presse, coll. La Frégate, no 61, 1951
- La Rançon de Lucienne, illustration : Robert Dansler, Paris, Maison de la bonne presse, coll. La Frégate, no 88, 1954
- À la vitesse de la lumière, illustration : André Chanson, Paris, Maison de la Bonne Presse, coll. La Frégate, no 105, 1955

### Romans signés Louis-René Bazin
- Quand le mistral s’apaise, Paris, Louis Querelle, 1930
- Le Mur d’argent, Paris, Tallandier, coll. Le Livre de poche-Tallandier no 309, 1933
- La Guérisseuse, Paris, Librairie contemporaine, coll. Les Drames de cœur, 2e série no 19, 1933 (en collaboration avec Gabriel Paysan)
- Tel père, tel fille, Paris, Maison de la Bonne Presse, coll. L’Arc-en-ciel no 38, 1941
- Foch, gloire de France, coll. Les grandes figures chrétiennes Maison de la Bonne Presse, 1946
- Le Chant des neiges, Paris, Maison de la Bonne Presse, coll. La Frégate no 51, 1950
- La Barrière de l’amour, Paris, Ferenczi, coll. Mon livre favori no 725, 1954
- Rien que la vérité, Paris, Librairie des Champs-Élysées, Le Masque no 1102, 1970

### Romans signés Michel Bavasco
- Winkie préfère les blondes, Paris, Librairie des Champs-Élysées, Espionnage-Charles Exbrayat, 2e série, no 8, 1962
- Barrage cinq, Paris, Librairie des Champs-Élysées, Le Masque no 884, 1965 (nouvelle version du roman homonyme publié à la Maison de la Bonne Presse en 1951)
- Rosé de Provence, Paris, Librairie des Champs-Élysées, Le Masque no 933, 1966

## Pour approfondir